# Heinrich Wilhelmi (Maler)
Heinrich Wilhelmi  (* 1823 in Xanten; † 10. Juni 1902 in Düsseldorf) war ein deutscher Genre- und Tiermaler der Düsseldorfer Schule.

## Leben
Wilhelmi kam 1840 an die Kunstakademie Düsseldorf. Dort war er vornehmlich Schüler von Karl Ferdinand Sohn, sowohl in der Elementar- und der Antikenklasse als auch 1843/1844 in der zweiten Malklasse. 1846 absolvierte er die Bauklasse von Rudolf Wiegmann.

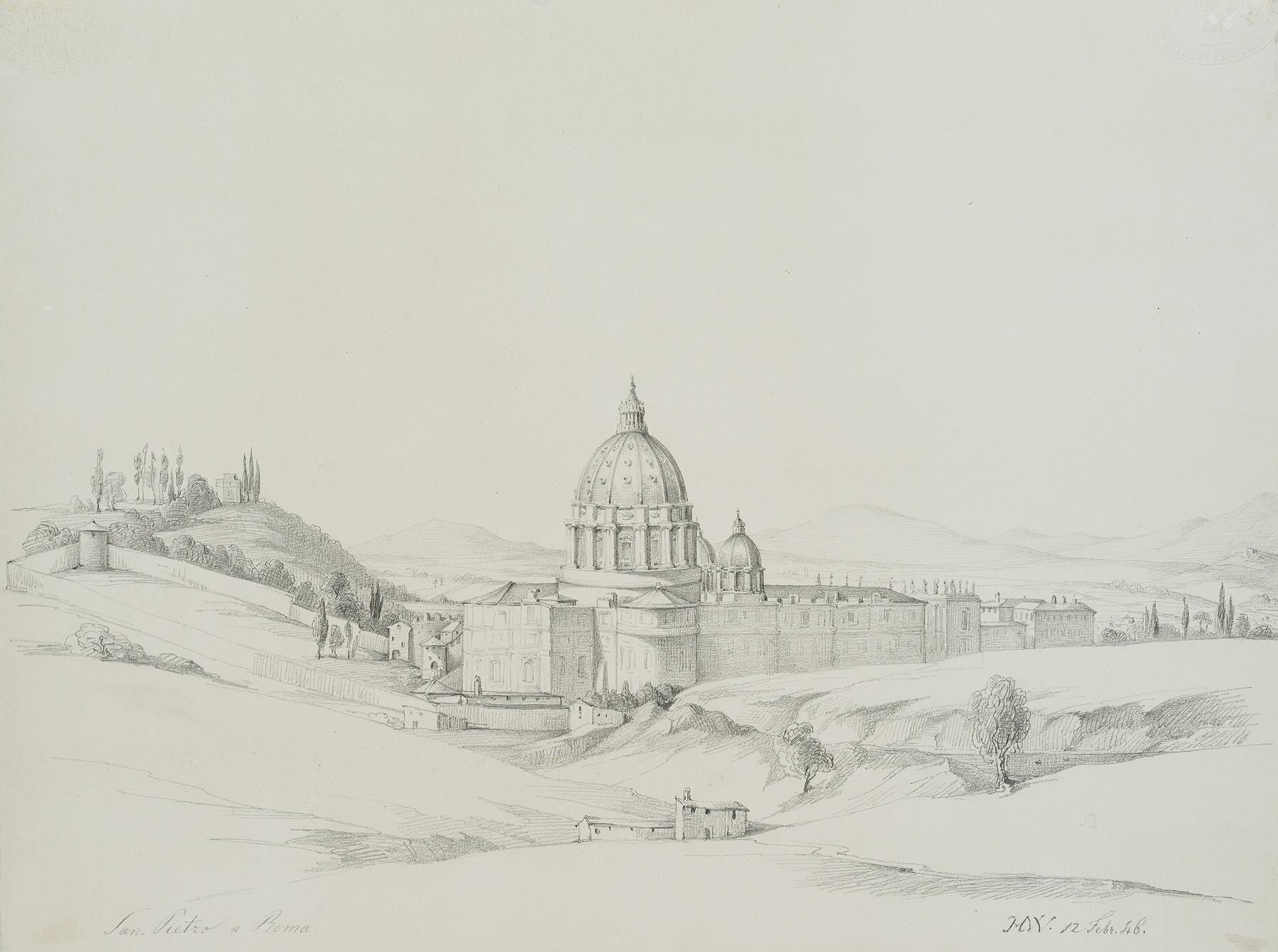
San Pietro a Roma, 1846

Zwischen 1842 und 1867 unternahm er Studienreisen nach Italien, wo er sich als Landschaftsmaler profilierte. Im April 1842 kam er erstmals in Rom an. Auf den „Cervaro-Festen“ der Ponte-Molle-Gesellschaft (ab 1845 Deutscher Künstlerverein zu Rom) figurierte er als „Salatinspektor“ (1842) und als „Küchenmeister“ (1843, 1844). Dem Deutschen Künstlerverein gehörte er von 1846 bis 1848, 1850/1851 sowie von 1863 bis 1867 an. Er vermählte sich mit Ersilia Ferrari und lebte eine Weile in Monterotondo.
Nach Düsseldorf zurückgekehrt, verschaffte sich einen Ruf als Genremaler. 1858 wurde dort Wilhelmis Sohn Paul geboren, der 1880 bis 1886 die dortige Kunstakademie ebenfalls besuchen sollte und später nach den Vereinigten Staaten und Australien auswanderte. Heinrich Wilhelmi war Mitglied des Künstlervereins Malkasten von 1859 bis 1889.

## Werk (Auswahl)

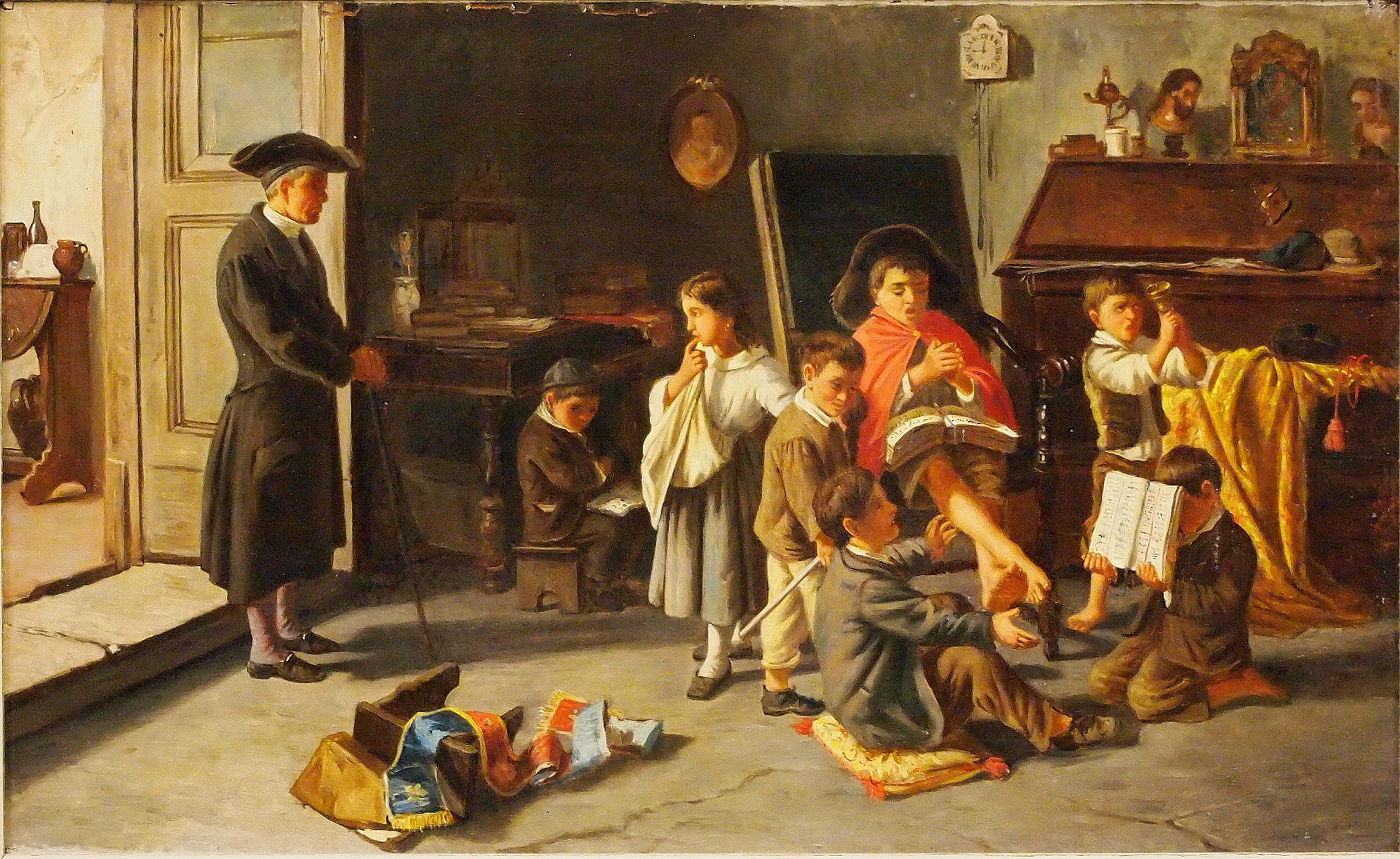
Pfarrschulszene in der Tradition von Johann Peter Hasenclever

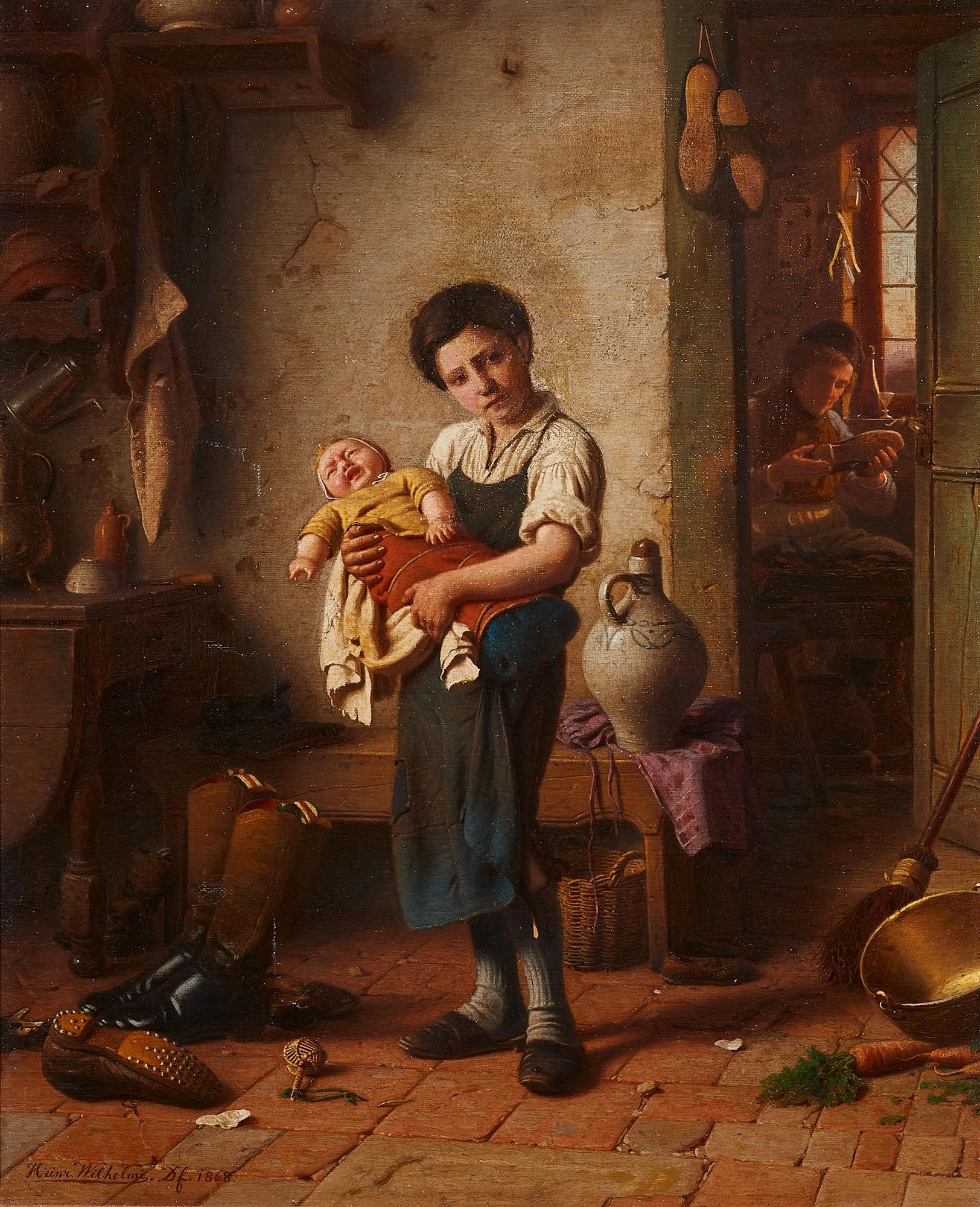
Die Frau des Schusters, 1868

Wilhelmi malte narrativ-unterhaltsame Genreszenen in der Tradition der Düsseldorfer Schule. Für seine feinmalerischen Figurendarstellungen – häufig Kinder und Tiere – bevorzugte er mittelgroße Formate. Viele Werke verkaufte er in die Vereinigten Staaten.
- Bei Sorrent, um 1850
- Der Feierabend
- Die Strafpredigt wegen zu frühen Rauchens
- Genrebild im Walde
- Der Vogelunterricht
- Die Strickerin, 1860er Jahre
- Die Frau des Schusters, 1868
- Mädchen, mit einer Katze spielend, 1881